# 饶耀武
乌斯曼·阿德玛查雅（1946年5月3日—），原名饶耀武（印度尼西亚达纳蒙银行和百事可乐饮料工厂的创始人。

## 生平
饶耀武于1946年5月3日出生在印度尼西亚班達楠榜。1965年就读于塔鲁玛迦大学医学院，但因九三〇事件而未能完成学业。从那时起，饶耀武在PD Fadjar Bhakti的贸易部门开始了他的职业生涯，作为Cap Singa品牌的纺织品、桉树油供应商，直到最终成为英荷石油公司壳牌员工的服装、食品和家用电器供应商。1976年，他接管了印度尼西亚统一银行，即后来的印度尼西亚达纳蒙银行。在花旗银行的支持下，饶耀武还接管了雅加达和泗水的百事可乐公司。